# آرامگاه آقا
مقبره آقا مربوط به دوره قاجار است و در اصفهان، باب‌الدشت واقع شده و این اثر در تاریخ ۱۷ آذر ۱۳۶۴ با شمارهٔ ثبت ۱۷۱۴ به‌عنوان یکی از آثار ملی ایران به ثبت رسیده‌است.